# Vollmershain

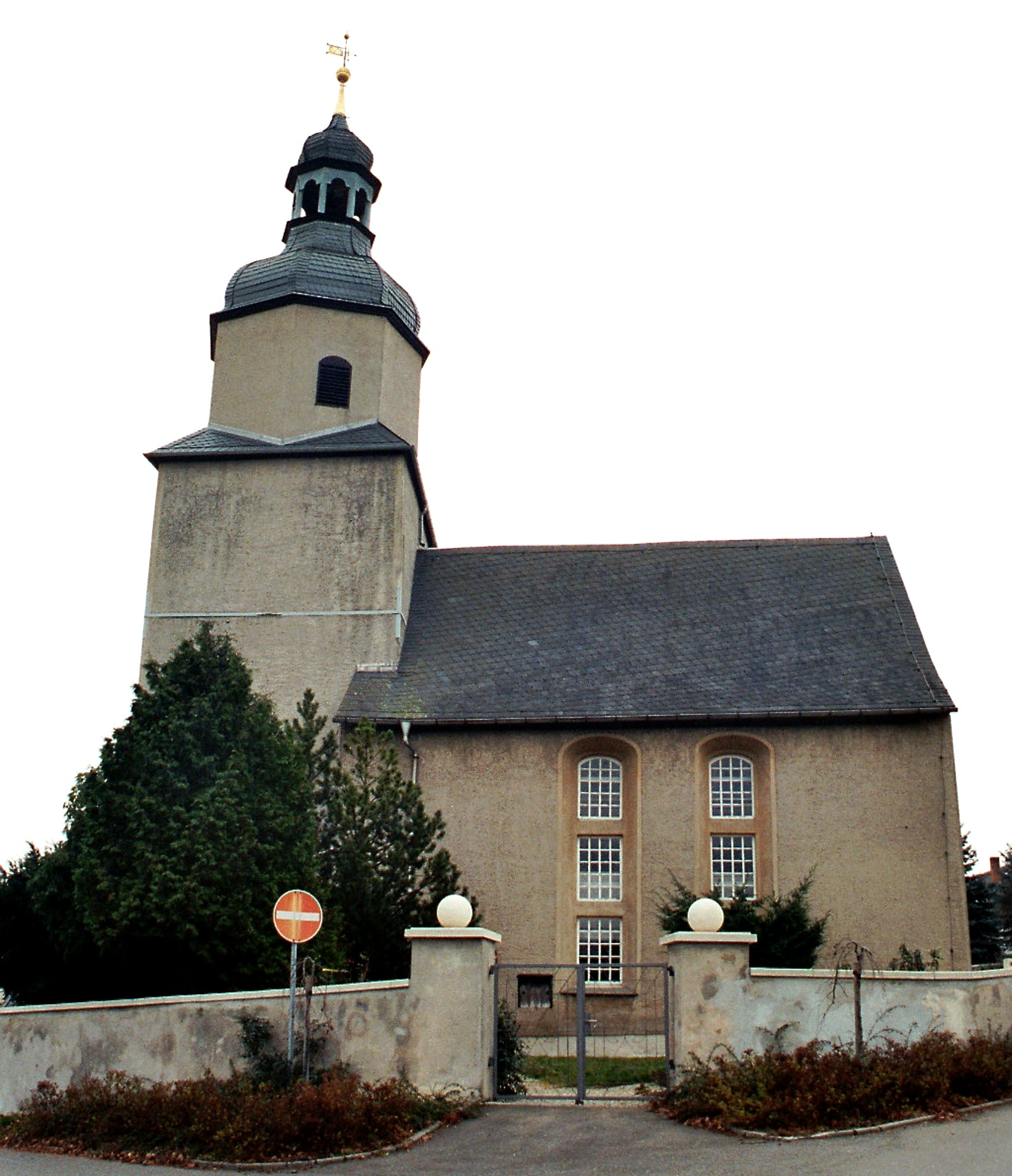
Dorpskerk van Vollmershain

Vollmershain is een gemeente in de Duitse deelstaat Thüringen, en maakt deel uit van de Landkreis Altenburger Land.
Vollmershain telt 310 inwoners.